# Kagok (Slawi)
Kagok is een bestuurslaag in het regentschap Tegal van de provincie Midden-Java, Indonesië. Kagok telt 3147 inwoners (volkstelling 2010).